# Antagonista do receptor da angiotensina II
Os antagonistas do receptor da angiotensina II são fármacos anti-hipertensivos.

## Farmacologia
Funcionam impedindo a acção da angiotensina II, um potente vasoconstritor, no seu receptor específico nos vasos sanguíneos.
Julga-se que há outra enzima, quinase ou cinase, que converte a angiotensina I em angiotensina II. Se esse mecanismo for importante é uma significativa limitação ao poder anti-hipertensivo dos IECAs (inibidores da enzima de conversão da Angiotensina), o principal grupo  de anti-hipertensivos usados hoje. Outro problema dos IECAs é a sua interferência com o grupo de hormonas fisiológicas da bradicinina. Foi como tentativa de resolução destes problemas que surgiu o grupo dos antagonistas directos do receptor da angiotensina II. Ainda se precisa de mais estudos para saber ao certo se são mais eficazes e seguros.
Há pelo menos dois receptores da angiotensina II nos vasos, os Receptores AT1 e os Receptores AT2. O mais importante para as acções destes fármacos são os AT1.

## Usos clínicos
Os antagonistas dos recetores da angiotensina são anti-hipertensores de 1ª linha. Porém, o seu interesse não se esgota no tratamento da hipertensão arterial, pois têm sido utilizados com sucesso, na sua maioria, no tratamento da insuficiência cardíaca ou em doentes (clinicamente estáveis), com disfunção ventricular pós enfarte, especialmente quando há intolerância aos IECAs. Podem também ter utilidade (em doses próximas das anti-hipertensoras) na prevenção e retardamento da progressão da nefropatia diabética.

## Efeitos
São eficazes agentes hipotensivos.

### Possíveis Efeitos adversos[5][6][7]
São fármacos geralmente bem tolerados. Porém com o seu uso podem ocorrer reações adversas tais como cefaleias, tonturas, astenia, dores musculares e hipercaliemia.

## Contra-indicações e precauções[7]
Deve evitar-se o seu uso na gravidez, no aleitamento e em doentes que apresentem depleção de volume.
Tal como acontece com outros fármacos vasodilatadores, a sua utilização exige precaução em doentes com cardiomiopatia hipertrófica obstrutiva, estenose aórtica, estenose mitral. Devem ser usados também com precaução em doentes com estenose da artéria renal (bilateral ou unilateral em doentes com rim único) e na IR.

## Interacções[7]
O uso concomitante destes fármacos com suplementos de potássio, com fármacos poupadores de potássio ou com outros inibidores do eixo renina angiotensina pode agravar o risco de hipercaliemia.
Nos doentes com IR deve proceder-se à determinação periódica dos valores de creatinina e de potássio séricos.
Os AINEs reduzem o efeito anti-hipertensor dos antagonistas da angiotensina e podem favorecer a ocorrência de IR aguda. À semelhança do que acontece com os IECAs, pode haver aumento das concentrações do lítio, quando esta substância é utilizada concomitantemente com os antagonistas dos recetores da angiotensina.

## Fármacos mais importantes
| Saralasina: usada apenas em investigação |
| Azilsartan                               |
| Candesartan                              |
| Eprosartan                               |
| Irbesartan                               |
| Losartan                                 |
| Olmesartan                               |
| Telmisartan                              |
| Tasosartan                               |
| Valsartan                                |

## Comparação entre os principais Fármacos do Grupo
| COMPOSTO    | SOLUBILIDADE ÁGUA/ÁLCOOL | BIOAVALIAB% | EFEITO ALIMENTOS     | METABÓLITOS ATIVOS | ½ VIDA (H) | LIG. PROTÉICA % |
| Irbesartan  | - / *                    | 60 – 80     | não                  | não                | 11 – 15    | 90              |
| Losartan    | + / +                    | 33          | mínimo               | sim                | 6 – 9      | 99,8            |
| Valsartan   | * / +                    | 25          | redução de 40% – 50% | não                | 6          | 95              |
| Candesartan | - / *                    | 15          | não                  | sim                | 9          | > 99            |
| Telmisartan | - / nr                   | 48 – 58     | redução de 6% – 20%  | não                | 24         | 99,5            |

* baixa solubilidade; nr: não-relatado Modificado ref. 1